# Anders Glenmark (musikalbum)
Anders Glenmark är Anders Glenmarks självbetitlade andra studioalbum, utgivet 1975 på skivbolaget Glen Disc.

## Om albumet
Anders Glenmark producerades av Anders Glenmark, Bruno Glenmark och Michael B. Tretow och spelades in med Tretow som ljudtekniker. Medverkande musiker är Ola Brunkert på trummor, Anders Glenmark på sång, gitarr och synth, Bruno Glenmark på trumpet, fagott och synth, Wlodek Gulgowski på piano, Rutger Gunnarsson på bas, Jan Kling på altsaxofon, Roger Palm på trummor, Janne Schaffer på gitarr, Finn Sjöberg på gitarr, Mike Watson på bas, Douglas Westlund på trummor och Kjell Öhman på piano.
Albumet föregicks av Glenmarks debutalbum Känslor (1973). Till skillnad från föregångaren tog sig Anders Glenmark in på Svenska albumlistan, där den stannade fem veckor mellan den 9 januari och 29 mars 1976, med 37:e plats som bästa placering. Från albumet släpptes singlarna "Number One Lover" (1975), "Sextitalslivet/Nu bubblar blodet så hett i mig" (1975), "Rock It in My Rocket" (1976) och "Läderlappen/Krambjörn" (1976).

## Låtlista
Där inte annat anges är låtarna skrivna av Anders Glenmark.
Sida A
1. "Nu bubblar blodet så hett i mig" – 2:48
2. "Goodbye Rosie – Säg adjö" – 3:18 (Glenmark, Bo Maniette)
3. "(Ge mig) Kärlekssol" – 3:19 (Glenmark, Maniette)
4. "Jag é din karamell" – 2:59 (Glenmark, Maniette)
5. "Öresund" – 2:52
6. "Number One Lover" – 2:56

Sida B
1. "Baby, Baby, Baby (Gör mig glad igen)" – 3:23
2. "Lilla Sara" – 3:17
3. "En ballad om ljus" – 4:11 (Glenmark, Maniette)
4. "Krambjörn" – 3:39
5. "Rock It in My Rocket" – 3:10

## Medverkande
Musiker
- Ola Brunkert – trummor
- Anders Glenmark – sång, gitarr, synth
- Bruno Glenmark – trumpet, fagott, synth
- Wlodek Gulgowski – piano
- Rutger Gunnarsson – bas
- Jan Kling – altsaxofon
- Roger Palm – trummor
- Janne Schaffer – gitarr
- Finn Sjöberg – gitarr
- Mike Watson – bas
- Douglas Westlund – trummor
- Kjell Öhman – piano

Övriga
- Anders Glenmark – arrangemang, producent
- Bruno Glenmark – stråkarrangemang, producent
- Michael B. Tretow – ljudtekniker, producent

## Listplaceringar
| Lista (1976) | Position |
| ------------ | -------- |
| Sverige      | 37       |